# Sulfamidé

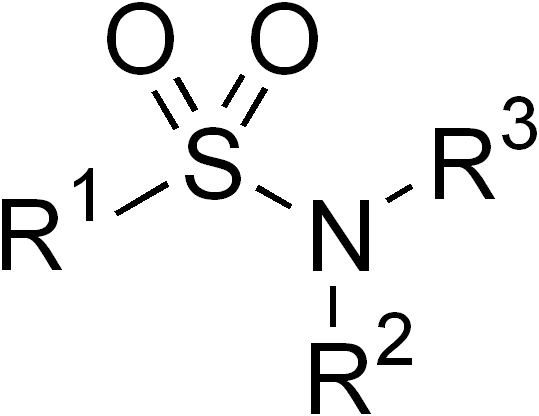
Structure générale des sulfamidés

Les sulfamidés, sulfonamides ou sulfamides sont des dérivés substitués  du sulfamide.

## Antibiotique sulfamidé
Les sulfamides sont les premiers agents antimicrobiens de synthèse à avoir été découverts en 1935.  La structure moléculaire de ces antimicrobiens est identique à celle de l'acide para-aminobenzoïque (PABA), substrat naturel utilisé par la bactérie pour produire la vitamine B9 (acide folique). La cellule va les reconnaître pour ce qu'ils ne sont pas et les intégrer dans son métabolisme, et, parce que ce sont des molécules analogues, les voies métaboliques seront bloquées. Ceci provoque une inhibition de la synthèse des bases nucléiques et la cellule meurt par carence en bases nucléiques. 
Ces produits constituant une famille d'antibiotiques ont eu dans le passé des applications pharmaceutiques de premier ordre, notamment en chimiothérapie antimicrobienne. Ils présentent cependant un risque d'allergie.
Certains sulfamidés (sulfadiazine ou sulfaméthoxazole) sont parfois associés à un autre médicament, le triméthoprime, qui agit contre la dihydrofolate réductase. L'association fixe de sulfaméthoxazole et de triméthoprime porte le nom de cotrimoxazole. 

## Sulfamidé antidiabétique
Certains sulfamidés sont des agents hypoglycémiants par voie orale. 

## Sulfamidé diurétique
Une minorité de sulfamidés (par exemple l'acétazolamide) sont utilisés comme diurétiques. 
Les diurétiques thiazidiques sont dérivés des sulfamidés.